# Barkułabowo

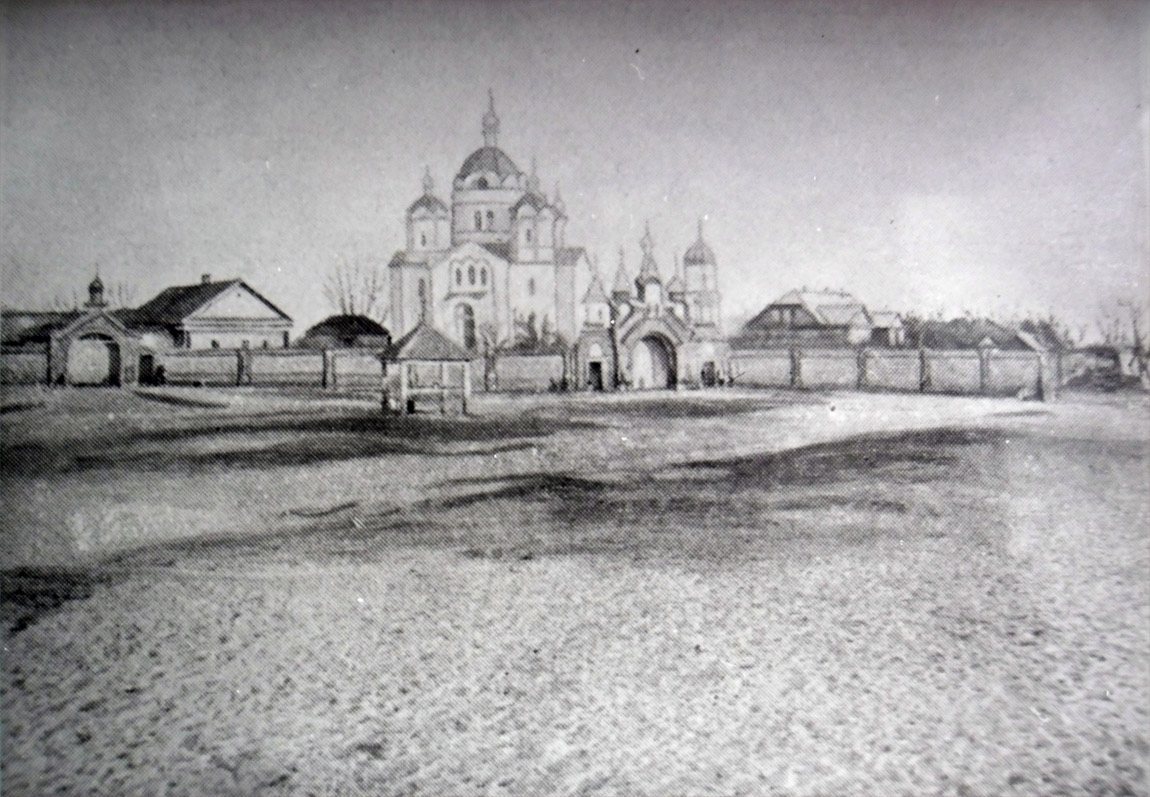
Widok na monaster Wniebowstąpienia Pańskiego w Barkułabowie w XIX w.

Barkułabowo, Barkałabowo, Barkołabowo (biał. Баркулабаў, oficjalnie Баркулабава, Barkyłabau, Barkułabawa, ros. Борколабово, Барколабово, Borkołabowo, Barkołabowo) – wieś (agromiasteczko) na Białorusi, w rejonie bychowskim obwodu mohylewskiego, centrum sielsowietu. Niegdyś miasteczko w powiecie orszańskim województwa witebskiego.

## Położenie
Barkułabowo leży na prawym brzegu Dniepru powyżej ujścia Łochwy, 12 km na północ od Bychowa, 1,4 km od przystanku kolejowego Sabalouka i 3,6 km od przystanku Barkałabawa Kolei Białoruskich, położonych na linii Orsza - Mohylew - Żłobin.

## Nazwa
Toponim "Barkułabowo" utworzony został od imienia Barkułaba Korsaka, rotmistrza i starosty dziśnieńskiego, który w 1564 wzniósł tutaj zamek.

## Historia
Najstarsze ślady osadnictwa w Barkułabowie pochodzą z okresu mezolitu. W miejscowości znajduje się również grodzisko łączone z kulturami archeologicznymi miłogradzką i zarubiniecką, a następnie z Rusią Kijowską (XI-XIII w.). Pierwsze pisemne wzmianki o Barkułabowie dotyczą XVI wieku. W 1564 właściciel majątku Bujnicze, rotmistrz i starosta dziśnieński, Barkułab Iwanowicz Korsak wzniósł tutaj zamek. W 1568 zbudowano tu dwie cerkwie.
Barkułabowo było wówczas miasteczkiem w powiecie orszańskim województwa witebskiego. 
W 1588 miejscowość przeszła na własność Bohdana Sołomereckiego jako posag jego żony Ewy (Jewdokii) z Korsaków, córki Barkułaba. W 1598 Sołomereccy wznieśli cerkiew św. Jerzego.
W 1626 Bohdan i Helena Sołomereccy ufundowali w Barkułabowie męski monaster prawosławny. 
Sołomereccy byli w tym czasie aktywnymi obrońcami prawosławia, występującymi przeciwko unii brzeskiej. Stworzyli bibliotekę, zatrudniali także Laurentego Zyzanię i Melecego Smotryckiego w charakterze nauczycieli. W 1641 Helena Sołomerecka i jej drugi mąż Bohdan Stetkiewicz ufundowali żeński monaster Wniebowstąpienia Pańskiego w Barkołabowie. 
Kolejnym właścicielem miejscowości był Aleksander Hilary Połubiński, zaś po nim majątek ten przeszedł w ręce Jerzego Stanisława Sapiehy, który poślubił Izabelę Helenę z Połubińskich.
W następnych latach Barkułabowo znajdowało się w posiadaniu Sapiehów, tytułujących się hrabiami na Bychowie, Barkałabowie i Bujniczach: Antoniego Kazimierza, Michała Antoniego, Michała Ksawerego i Aleksandra Michała. W 1758 w miasteczku były 64 domy, browar, słodownia i olejarnia. 
Miasto magnackie położone było w końcu XVIII wieku w hrabstwie bychowskim w powiecie orszańskim województwa witebskiego.
W wyniku I rozbioru Rzeczypospolitej (1772) Barkułabowo znalazło się w granicach Imperium Rosyjskiego, w ujeździe bychowskim guberni mohylewskiej. W 1780 w miasteczku było 69 domów, dwie cerkwie, plebania, dwa młyny. Pod koniec XVIII w. rozpoczęła działalność szkoła bazyliańska.
W 1871 folwark Barkułabowo nabył A. Ryk. Przy żeńskim monasterze Wniebowstąpienia Pańskiego działała szkoła, w której w 1884 roku uczyło się 20 dziewcząt. W 1888 rozpoczął działalność zajazd, funkcjonowały m.in. 2 winnice, tartak. Według spisu powszechnego z 1897 Barkułabowo miało status wsi, liczyło 93 domy, istniały tu cerkiew, szkoła przycerkiewna, karczma, 7 sklepów. Przy monasterze funkcjonowały dwie cerkwie. Ponadto w pobliżu wsi znajdowały się inne jednostki osadnicze o nazwie Barkułabowo: chutor (2 domy), folwark (2), dwór (2 domy, młyn wodny, karczma). 
Według Słownika geograficznego Królestwa Polskiego w końcu XIX w. Barkałabowo było wsią w gminie Głuche ujezdu bychowskiego guberni mohylewskiej położoną u ujścia Łochwy do Dniepru. Miejscowość liczyła 41 domów i 300 mieszkańców. Znajdowała się tu cerkiew parafialna oraz żeński monaster Wniebowstąpienia Pańskiego. 
W 1909 w Barkułabowie był 110 domów, w folwarku – 2, w żeńskim monasterze – 11.
W czasie I wojny światowej Barkułabowo okupowały wojska niemieckie (od lutego do listopada 1918).
1 stycznia 1919 I Zjazd Komunistycznej Partii Białorusi ogłosił powstanie Białoruskiej Socjalistycznej Republiki Radzieckiej, której częścią miało być także Barkułabowo. Jednakże decyzją Moskwy już 16 stycznia wraz z innymi etnicznie białoruskimi terytoriami znalazło się w granicach Rosyjskiej FSRR. W 1924 Barkułabowo powróciło do BSRR. W 1926 było tu 149 domów.
Podczas II wojny światowej od lipca 1941 do 26 czerwca 1944 wieś była pod okupacją niemiecką (Komisariat Rzeszy Wschód).
W 1970 Barkułabowo liczyło 170 domów, zaś w 1990 było tu 199 gospodarstw.

## Współczesność
Obecnie we wsi funkcjonuje przedszkole, szkoła, przychodnia lekarska i dom kultury, biblioteka. Do atrakcji turystycznych należą żeński monaster Wniebowstąpienia Pańskiego, cerkiew Kazańskiej Ikony Matki Bożej (1904), grodzisko.